# Činovi izraelske vojske
Izraelske obrambene snage imaju čak tri stupnja za unovačene vojnike, pet dočasničkih činova, dva kadetska čina i devet časničkih. Za razliku od mnogih drugih armija, ti su činovi isti u svim dijelovima obrambenih snaga: za kopnene snage, zrakoplovstvo i mornaricu. Unovačeni vojnici svoje oznake imaju prišivene na rukavima, dok ih dočasnici i časnici nose na ramenima. 
Običan vojnik ili novak (Turai) ne nosi nikakve oznake, no iskustvo i godine službe nose mu drukčiji naziv i srebrne pruge unutar izduženoga romba: dvije pruge označuju čin pod nazivom rav turai, a tri vojnički čin samala. Tri srebrne pruge i oznaku u obliku stilizirana lista nose oni s najvišim vojničkim činom - samal rišon.

Dočasnički činovi označeni su prugama savijenim pod kutom i vrhom okrenutim prema dolje: jedna pruga je rav samal, a dvije rav samal rišon. Obje oznake su bez ikakvih dodataka u obliku lista ili zvjezdica, za razliku od viših dočasničkih činova gdje su jedna, dvije ili tri takve pruge dopunjene malom Davidovom zvijezdom i označuju činove (od najnižeg do najvišeg): rav samal mitkadem, rav samal bahir i rav nagad.
Kadeti (mlađi i stariji) na epoletama nose oznake s vodoravno položenim grančicama, baš kao i niži dočasnici, kojima su grančice drukčije stilizirane i donekle odgovaraju trima stupnjevima časničkih činova u Hrvatskoj vojsci, a zovu se segen mišne, segen i seren. Viši časnički činovi u rangu bojnika, dopukovnika i pukovnika su rav seren, sgan aluf i aluf mišne, dok bi generalskim činovima odgovarali tat aluf, aluf i rav aluf.